# Казанџијски занат
Казанџијски занат један је од старијих заната којим се баве мајстори казанџије на подручју Балканског полуострва, преносећи га најчешће у оквиру породице. Овај занат подразумева ручно, вишефазно обликовање разних производа од бакра уз примену различитих техника: сечења, спајања, загревања, варења, ковања, нитовања, летовања, пупчења, равнања, пердашења, калаисања. казанџије у току израде предмета режу жељене облике у бакру уз помоћ лимених шаблона и различитих врста маказа за равно или криво сечење и тако израђују казанџијске производе – најчешће казане за печење ракије, карактеристичне за традиционалан начин печења ракије у домаћинствима, казане за кување масти и пекмеза, бакраче, котлиће, тепсије, ибрика, бакарно посуђа и друго.

## Дефиниције
Казанџија (перс. / тур.: kazan - казан, котао; kazancı - казанџија, котлар) — занатлија који израђује казане за печење ракије, казане за кување масти и пекмеза, бакраче, котлиће, тепсије
Котлар — занатлија који оправља котлове и друге бакарне ствари.
Калајџија — занатлија који врши калаисање, поцинковање и бакарисање лимова, жица и цеви.

## Историја
Антрополози сматрају да је бакар био први метал који су људи користе због његове мекоће и лакоће манипулације, за израду алата и оружја. Тако је човек користио бакар као сировину још од праисторије, па се и читав један период у развитку цивилизације назива се бакарно доба. Сматра се да је однос бакра и човека потиче из периода од пре више од шест хиљада година.
Казанџијски занат који је највероватније пореклом са простора Персија и Индија, које су богате рудом бакра, у овим земљама познат је од давнина и нигде није доведен до савршенства као тамо.
На Балканско полуострво овај занат је стигао из Персије, када су у антици, установили постојаност бакра и његову отпорност на рђу или корозију јако добром. Тако је преко Грчке у којој се први пут помиње бакарно посуђе у 3. веку пре нове ере, према наводима грчког филозофа Теофратоса, стигло и у Европу, јер су касније Грци са бакарним посуђем и занатом упознали и Римљане.
Међутим, како се у Европи кроз читав средњи век користило земљано посуђе, тако се и на Балкану, казанџијски занат није постојао, све до доласка Османлија који су бакарно посуђе донели на овај простор, Тако је Балкан постао једини део Европе на коме се бакарно посуђе производило и употребљавало у средњем и касније новом веку. 

### Казанџијски занат у западној Европи
С краја средњег и на почетку новог века у односу на керамичарски и стакларски занат, казанџији занат је био слабо познат и тек у фази развоја. Међу првим центрима казанџијског заната помињу се Барцелона, у којој се све више развија казанџијски занат, чији њени мајстори су, широм Шпаније због својих производа били не само признати, већ и са привилегијама као што су — поседовање робови или посредовање у правним споровима. Такође су у Шпанији да би сачували квалитет бакарних производа и спречили злоупотребе градске власти изфдале и прве уредба у области зазанџијског заната. Једна од њих је од 9. сепрембра 1437. године укључивало следеће: Да су казанџијски производи од бакра и посуђе које су правили казанџије, морали дапрођу кроз ревидију пре него што су се продавали у граду и на територији Барцелоне. Овим прописом било је такође забрањено стављати у промет старе или прерађене предмете, већ само ново израђене. На такав начин спречавана је продаја старог посуђа, које се морало одвојити од новог. Свака злоупотреба је имала за последицу кажњеавање казанџије. До краја 15. векаследило је још неколико уредби које су регулисале рад казанџијских радњи, стицање лиценце и полагање занатског испита.

### Казанџијски занат на Балканском полуострву
Казанџије се на Балканском полуострву први пут помињу у 16. веку - када је 1511. из Сарајева за Дубровник за продају извезено 135 сахана (бакарних чинија, тањира) које су израдиле сарајевске казанџије. Иако не постоји писани документ када је тачно казанџијски занат поникао у БиХ, сматра се да се јавио настанка између 1435. и 1509. године, као и неки други занати на тлу Босне и Херцеговине о којима су писали бројни путописци (Француз Поулет, Евлија Челебија и други). Уз овај занат паралелно се развијао и калајџијски, јер се из здравствених и естатских разлога посуђе израђено од бакра пре употребе морало калајисати, због његове склоности ка оксидацији услед које се стварана отровна метална патина.
Казанџијски занат је свој врхунац достигао у другој половини 19. века и почетком 20. века, кад су казанџијски производи тада били највише коришћени. Између два светска рата, потражња за бакарним предметима постепено јењава, због појаве све већег броја фабричких производа, не само од бакра веч и других материјала.
На постепено замирање казанџијског заната од краја 20. века у многом је утицала индустрализација и модернизација Данас, у 21. веку, казанџије се углавном баве производњом казана за печење ракије, казана за топљење масти, прскалица за виноград, котлића за рибљу чорбу и разним поправкама старих производа.
Малобројих казанџијских занатских радњи у Србији данас има у Београду, Ваљеву, Нишу, Новом Саду, Лесковцу, Врању, и по неким селима.

## Основне информације
Скоро сви занатлијске радње, које су уједно биле и казанџијски калјџиски дућани за продају производ имали су исти изглед и сличну величину која се се кретала од 6 до 10 m². Како су казанџијске радионице биле и калајџијски дућани оне су имале и ардију, у којој се калајисало посуђе.
Кроз историју занатсва забележено је да је казанџијски занат био међу првим занатима у којима су казанџије били и трговци. Тако се унутар заната испрофилисала подела рада, па је један занатлија радио све послове, или је постојала подала рада. На то указују неки писани документи у којма је записано да један казанџија није израђивао сво бакарно посуђе, већ су постојали они који су радили само казаен, други ибрике, или они коју су израђивали хараније, итд.
Сировина
Главне сировине за казанџијски и калајџијски занат су бакар, калај и нишадор. 
- Бакар — се добијао из бакарне руде, која се топила у посебним топионицама које су се звале калхане.
- Калај — се на Балкан морао увозити и то: са запада из Енглеске и са истока преко Солуна.
- Нишадор — без којег се такође не би могло калајисати бакарно посуђе, вековима је тајно увожен, те су се занатлије морале сналазити на разноразне начине како би дошли до њега.

Казанџијски алат
Казанџијски алат није толико разноврстан колико је бројан — разни чекићи, наковњи, клиешта, зумбе, егета, маказе, калеми и перђела (шестар), били су у сталној употреби.
Обука шегрта и мајстора
У казанџијским радионицама поред мајстора радили су и шегрти, који су примани махом из занатских породица. Учили су углавном посматрајући, без посебног упућивања у тајне заната, јер су ноги мајстори крили од других своје занатске вештине (нарочито они који су се бавили кројењем бакарног лима), и упућивали су само наследнике у тајне свог заната. Због традиције преношења вештина постојале су породице које су се континуирано бавиле овим занатом и по 200 година.
Да би се исковао један казан од 100 литара, мајсторима је потребно и до 15 дана мукотрпног рада и много вештине. А због разноврсности производа казанџије су морале да буди и бравари, лимари, металостругари и помало „вајари”.
Сматрало се да је добар мајстор казанџија у току дана могао да изради до 20 тепсија. Тек после израде тепсија, шегрт је могао да изради казан, бакрач, ђугум, а потом да полаже испит за калфу.
Врста производа У прошлости у казанџијским радионицама производили су се следећи производи
- Казани, араније и бакрачи
- Кухињско посуђе — лонци, тенџере, сахани, тигањи, таве, тепсије, синије, ђугуми за пијаћу воду
- Посуде за хигијену — леген-лавори, берберски легени, ђугуми, тасови
- Предмети за свакодневну употребу — мангали, џезве, кутије за кафу и шећер, ибрици
- Сакрални предмети — дискоси, кадионице, пехари, казани за крстионицу.

## Удружења
Као и сваки други занат и казанџијски и калајџијски занат имао је своја удружења (еснафе), као и хијерархију заната коју је предводио мајстор. Поред мајстора чланови удружења су били и калфе, шегрти (или ученици). Казанџијски занат је био прво удружење у оквиру кога су се занатлије почеле претварати у трговце.
Развој удружења (еснафа) довео је до умножавања занатске производње, а доношењем закона о радњама занатлије су постале друштвена снага која је, подстичући конкуренцију, богатила тржиште и развијала потребу за новим израђевинама од бакра.